# ジャック・メディカ
ジャック・メディカ（Jack Chapman Medica、1914年10月5日 - 1985年4月15日）は、アメリカ合衆国の競泳選手である。彼は、1936年に開催されたベルリンオリンピックで金メダル1個、銀メダル2個を獲得した。

## 経歴
ワシントン大学の学生だったメディカは、NCAA主催の選手権で1934年から1936年の3年連続で220ヤード自由形、440ヤード自由形、1500メートル自由形で優勝していた。AAU主催の屋外選手権では、1933年と1934年に440ヤード自由形と880ヤード自由形で優勝し、1934年に1マイル自由形でも優勝している。屋内選手権でも1935年と1936年に220ヤード自由形で優勝した実績を持っていた。彼はこの時期に、様々な距離種目で世界記録を11回にわたって更新している。
メディカは水泳選手として、大学在学中にその全盛期を迎えた。当時の男子競泳界では、アメリカ合衆国と日本が覇権を争っていた。1932年ロサンゼルスオリンピックでは、実施された6種目のうち日本選手が5個まで金メダルを獲得し、銀メダルと銅メダルを合わせるとその数は半数以上の11個となった。ロサンゼルスオリンピックで日本が唯一金メダルを獲得できなかった種目は400メートル自由形だった。メディカはこの種目を得意とし、前回金メダルを獲得したバスター・クラブ の後継者と目されていた。メディカは1934年の日本選手権に招待されて、この種目で日本の牧野正蔵や根上博といったトップ選手を退けて優勝し、1935年の日米対抗戦でも根上と同タイムながらも僅差で競り勝つなど、ベルリンオリンピックにおける日本選手の強敵となって立ちふさがった。彼は1936年のベルリンオリンピックで、男子競泳400メートル自由形、1500メートル自由形、800メートルリレーの3種目のアメリカ合衆国代表として出場することになった。
最初の種目は男子800メートル自由形リレーで、18の国から代表チームが出場して、8月10日（予選）、8月11日（決勝）の日程で実施された。メディカはラルフ・フラナガン、ジョン・マショーニス、ポール・ウルフの3名とチームを組んだ。予選は3つの組に分けられて行われ、2組に出場したアメリカ合衆国代表チームは9分10秒4の記録で1位となって、翌日の決勝に進出した。決勝には、予選各組上位2チームと記録上位の2チームの合わせて8チームが出場した。結果は日本代表チームが当時の世界記録を大幅に更新する8分51秒5で優勝した。アメリカ合衆国代表チームは9分3秒0で続き、銀メダルを獲得することになった。
男子400メートル自由形では、メディカは1934年8月30日に4分38秒7という当時の世界記録を打ち立てていた。この種目には16の国から34人の選手が出場して8月10日（予選）、8月11日（準決勝）、8月12日（決勝）という日程で実施された。選手たちは6つの組に分けられて予選を競い、各組上位2名と予選敗退者の中の上位記録2名が準決勝に進むことになっていた。メディカは予選6組に出場して、4分55秒9の記録で1位となって準決勝に進んだ。準決勝では2組で日本代表の牧野正蔵と同タイムの4分48秒2で1位となって、決勝に勝ち残った。決勝では、当初メディカがリードしていたが、100メートル過ぎで日本代表の鵜藤俊平が逆転してそのまま300メートル付近までリードを奪っていた。しかし、スタミナに勝るメディカは最後のターン後に凄まじい追い上げを見せ、残り25メートル付近で鵜藤に並び、残り10メートルの地点で逆転した。結局は当時のオリンピック記録を更新する4分44秒5の記録で1位となり、金メダル獲得を果たした。 
最後の種目となる男子1500メートル自由形には10の国から21人の選手が出場して、8月13日（予選）、8月14日（準決勝）、8月15日（決勝）の日程で実施された。選手たちは4つの組に分けられて予選を競い、各組上位3名と予選敗退者の中の上位記録2名が準決勝に進むことになっていた。メディカは予選2組に出場して、日本代表の寺田登と同記録の19分55秒5で1位となって準決勝に進んだ。準決勝では1組で19分42秒8の記録で1位となり、決勝に勝ち残った。決勝では19分34秒0と記録を伸ばしたものの、19分13秒7で1位となった寺田には大きく差をつけられて、銀メダルを獲得する結果となった。
ベルリンオリンピックの後現役を退き、第二次世界大戦中はアメリカ海軍のために水中でのサバイバル法を指導した。後にコロンビア大学で水泳コーチを2年間勤めた後、ペンシルベニア大学でも水泳のコーチとなり、1976年までその地位にあった。
1966年に、国際水泳殿堂（en:International Swimming Hall of Fame）入りの栄誉を得た。その後、1985年にネバダ州カーソンシティで死去している。